# Cursa per l'Àfrica
La Cursa per l'Àfrica, o partició de l'Àfrica és un episodi del colonialisme europeu transcorregut aproximadament entre 1870 i 1914. Va consistir en la invasió, annexió, divisió i colonització de gran part de l'Àfrica per part de set poders colonials europeus. Els únics territoris que van romandre independents foren Libèria i Etiòpia.
La Conferència de Berlín de 1884 convocada i organitzada pel Canceller d'Alemanya Otto von Bismarck a petició de Portugal, amb la finalitat de resoldre els problemes que creava l'expansió colonial a Àfrica sol considerar com l'inici del període. En l'últim quart del segle xix, hi va haver considerables rivalitats polítiques entre els imperis europeus, que van donar l'impuls de la Lluita. Els darrers anys del segle XIX van veure una transició de l'imperialisme informal consistent en influència militar i domini econòmic, al domini directe.
La major part d'Àfrica va ser descolonitzada durant la Guerra Freda però les antigues fronteres imperials i els sistemes econòmics imposats per la cursa per l'Àfrica encara afecten la política i l'economia de les nacions africanes fins avui.

## Antecedents

Mapa diacrònic que mostra les cultures precolonials d'Àfrica (entre el 500 aC i el 1500 aC aproximadament)

El 1841, els empresaris d'Europa havien establert petits punts de comerç al llarg de les costes d'Àfrica, però poques vegades es traslladaven terra endins, preferint quedar-se a prop del mar. Principalment comerciaven amb els locals. Grans parts del continent eren essencialment inhabitables per als europeus a causa de les seves altes taxes de mortalitat per malalties tropicals com la malària. A mitjans del segle XIX, els exploradors europeus van cartografiar gran part de l'Àfrica oriental i l'Àfrica central.
La Revolució Industrial i el desenvolupament del capitalisme a Europa va provocar avenços ràpids en el transport i la comunicació, especialment en les formes de vaixells de vapor, ferrocarrils i telègrafs i conduïa imperiosament a l'explotació de nous mercats. Els avenços mèdics també van tenir un paper important, especialment els medicaments per a les malalties tropicals, que van ajudar a controlar-ne els efectes adversos. El desenvolupament de la quinina, un tractament eficaç per a la malària, va fer que grans extensions dels tròpics fossin més accessibles per als europeus. D'altra banda, les teories racistes estaven en aquella època molt acceptades i, per tant, es considerava com una cosa natural el domini dels blancs sobre la, considerada inferior, població africana.
Fins al 1875 les colònies europees a l'Àfrica es limitaven a l'Algèria francesa i la Colònia del Cap britànica. A principis de la dècada de 1880, Pierre Savorgnan de Brazza estava explorant la regió al llarg del riu Congo per a França, al mateix temps que Henry Morton Stanley la va explorar en nom del Comitè d'Estudis de l'Alt Congo, recolzat per Leopold II de Bèlgica, que tenir-lo com el seu estat personal lliure del Congo. Leopold abans havia esperat reclutar Pierre Savorgnan de Brazza, però es va dirigir a Henry Morton Stanley quan aquest últim va ser reclutat pel govern francès. França va ocupar Tunísia el maig de 1881, cosa que potser va convèncer Itàlia per unir-se a la Doble Aliança entre l'Imperi Alemany i l'Imperi Austrohongarès el 1882, formant així la Triple Aliança. El mateix any, Gran Bretanya va ocupar Egipte (fins ara un estat autònom que devia una lleialtat nominal a l'Imperi Otomà), que governava el Sudan i parts del Txad, Eritrea i Somàlia. El 1884, Alemanya va declarar que Togo, Camerun i el sud-oest d'Àfrica estaven sota la seva protecció; i França va ocupar Guinea.
La Conferència de Berlín de 1885, on participaven els governs de Gran Bretanya, França i Alemanya, va definir els conceptes d'«ocupació efectiva» i el de «govern directe» (molt sovint per les armes) com a drets per la reivindicació d'un territori.

## Conflictes colonials

Àrees controlades pels poders colonials europeus el 1913.
Bèlgica
Imperi Britànic
Imperi colonial francès
Imperi Alemany
Itàlia
Imperi Portuguès
Imperi Espanyol
Estats Independents

Les exploracions de David Livingstone, continuades per H.M. Stanley, van obrir l'interior de l'Àfrica Tropical a la penetració europea. França i Alemanya ràpidament van enviar agents polítics i expedicions militars a l'Àfrica per tal d'establir les seves reclamacions de sobirania. L'ús de la força de les armes per tal d'imposar el govern directe va fer que matessin la meitat de la població nativa, especialment en llocs d'economia de plantació com el cautxú. Les més fortes revoltes van tenir lloc a Namíbia els anys 1904-1907.

### Bèlgica
El 1876 el rei Leopold II de Bèlgica va organitzar una «Associació Internacional Africana» que va obtenir 2.300.000 km² de la conca del riu Congo adquirint-los a caps locals. L'Estat Lliure del Congo va ser una propietat privada de Leopold II però, davant dels escàndols per atrocitats comeses pels seus concessionaris, el 1908 va haver de passar a ser un territori de Bèlgica. Els tetela es van revoltar tres cops, el primer a Luluabourg (actual Kananga) el gener de 1895, el segon entre les tropes que servien en l'expedició militar de Francis Dhanis a l'Alt Nil el 1897 i el tercer i últim motí a la guarnició de Fort de Shinkakasa prop de Boma l'abril de 1900.
El 1891 William Grant Stairs va ser nomenat per Leopold II per comandar una missió per prendre Katanga amb o sense el consentiment del seu rei Msiri. Leopold va prendre possessió de Katanga i el 15 d'abril de 1891 la seva administració en nom de l'Estat Lliure del Congo va ser confiada a la Compagnie du Katanga, també de Leopold i no es va establir cap administració efectiva fins al 1900, quan va passar a anomenar-se Comité Spécial du Katanga, una entitat administrativa separada de l'Estat Lliure del Congo. Els luba van resistir, sobretot en una gran rebel·lió el 1895, després de la qual molts luba van ser enviats a treballar com a treballs forçats a les mines de coure de Katanga. Kasongo Nyembo va liderar una altra rebel·lió dels luba que no va ser erradicada pels belgues fins al 1917.

### França
El segon imperi colonial francès es va iniciar el 1830 amb la colonització d'Algèria durant el regnat de Carles X de França, però només després de la Guerra francoprussiana de 1870 i 1871 i la fundació de la Tercera República Francesa en 1871 no es van establir majoria de les possessions colonials de França, establint el Protectorat francès de Tunísia el 1881 pel tractat de Bardo.

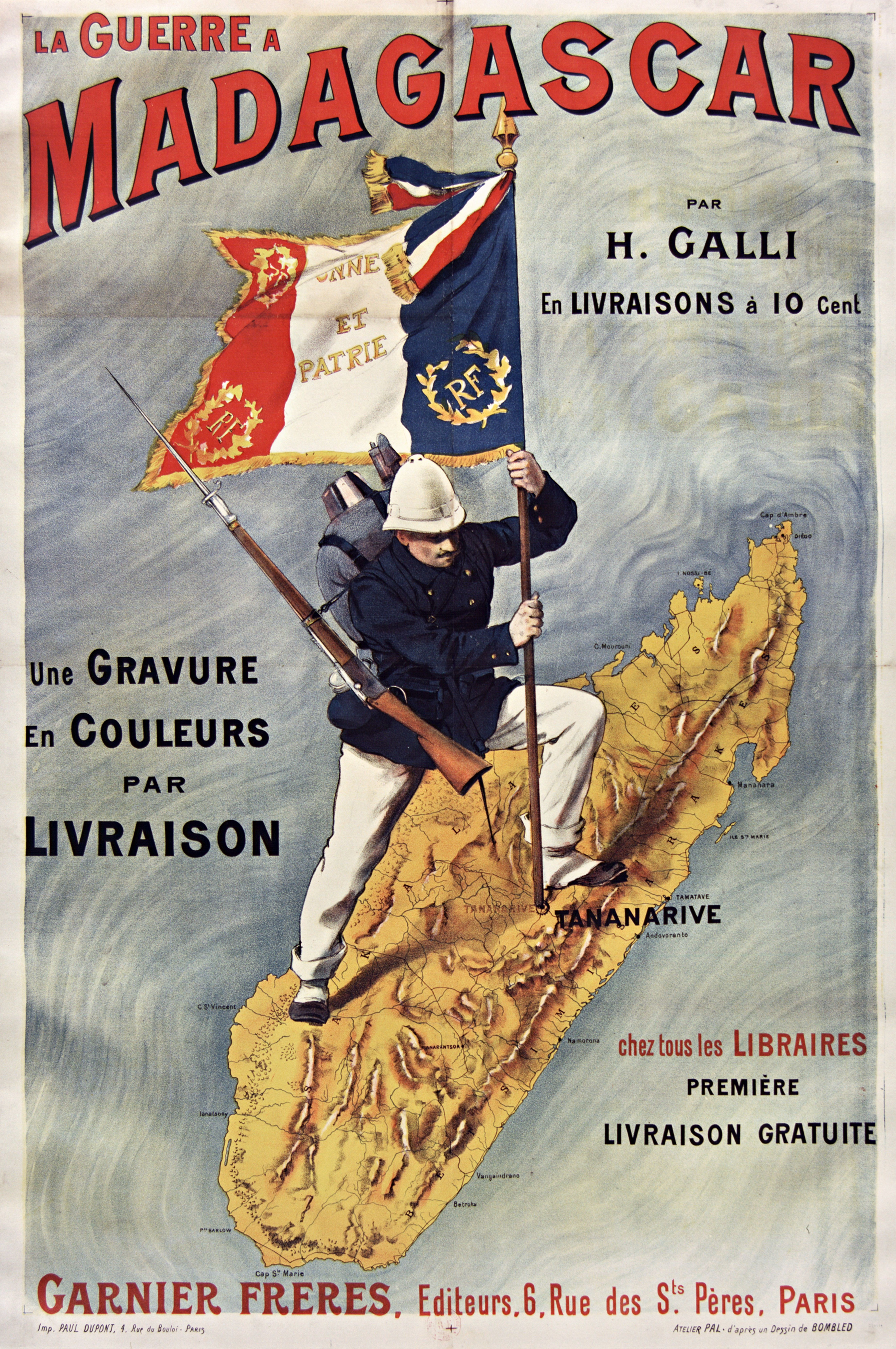
La guerre à Madagascar per H. Galli

Gran Bretanya i França el 5 d'agost de 1890 van concloure un acord per dividir Àfrica de l'oest entre els dos poders colonials sense consultar als nadius, pel que Gran Bretanya adquiriria tots els territoris fins al Sultanat de Sokoto, que també li correspondria, mentre França agafaria les terres al nord. Poc a poc, el control francès es va constituir en la major part del nord, occidental, Àfrica central i pel canvi de segle (incloent-hi les nacions modernes de Mauritània, el Senegal, Guinea, Mali, Costa d'Ivori, Benín, Níger, el Txad, República Centreafricana, República del Congo), i l'est enclavament de la costa africana de Djibouti (Somàlia Francesa). L'explorador coronel Parfait-Louis Monteil va viatjar des del Senegal fins al llac Txad, el 1890-1892, la signatura de tractats d'amistat i protecció amb els governants de diversos dels països que creuaven, i guanyant molt coneixement de la geografia i la política de la regió.

#### Expedició de Madagascar
França va declarar l'illa protectorat el 1882 després d'arribar a un acord amb Gran Bretanya, que havia estat la primera potència europea a establir una influència i presència duradores a l'illa. La primera expedició de Madagascar entre 1881 i 1882 va portar al Protectorat de Madagascar en 1885, i la segona expedició de Madagascar entre 1894 i 1895 va portar finalment a l'annexió de Madagascar el 1896. Un moviment de resistència de dos anys organitzat en resposta a la presa francesa del palau reial va ser efectivament suprimit a finals de 1897 i el general Joseph Gallieni deposa Ranavalona III que es va veure forçada també a emprendre el camí de l'exili cap a Alger, i s'aboleix el regne Imerina, proclamant la Colònia de Madagascar.

#### Txad Francès
El 1887, França, motivada per la recerca de riquesa, va dirigir-se terra endins dels seus assentaments a la costa oest de l'Àfrica central per reclamar el territori d'Oubangui-Chari (actual República Centreafricana), reivindicant aquesta zona com a zona d'influència francesa i en dos anys va ocupar part del que avui és el sud del Txad. A principis de la dècada de 1890, les expedicions militars franceses enviades al Txad es van trobar amb les forces de Rabah, que havien estat realitzant incursions esclavistes al sud del Txad durant la dècada de 1890 i havien saquejat els assentaments de Bornu, Baguirmi i l'Imperi Wadai. Després d'anys d'enfrontaments indecisos, les forces franceses finalment van derrotar a Rabah a la batalla de Kousséri el 1900. En els anys següents, els francesos es van expandir gradualment cap a l'est i el nord del Txad, trobant una forta resistència com durant la guerra d'Ouadai, en la que el 6 de juny de 1909 els francesos van ocupar la capital, que llavors era Abéché, i van instal·lar un sultà sense poder mentre la resistència va seguir fins que el darrer sultà independent fou fet presoner el 1912 i el sultanat va quedar llavors dins el territori militar del Txad. També hi hagué resistència al Tibesti i Borku. França va conquerir els últims governs independents al Txad el 1917, i havia derrotat les últimes grans insurreccions natives el 1920.

#### Guerres Mandingo
Les guerres mandingo van ser una sèrie de conflictes des del 1883 fins al 1898 entre França i l'Imperi Wassulu del poble mandingo dirigit per Samori Ture. Comparativament, els francesos es van enfrontar a una seriosa resistència per part dels mandngos, ja que van poder fer ús d'armes de foc i tàctiques que van impedir l'expansió francesa a la zona. Els francesos van ser finalment triomfants i van establir la Colònia de la Costa d'Ivori.

#### Guerres de Dahomey
Amb la victòria francesa a la primera guerra de Dahomey en 1890, Dahomey reconeix el Regne de Porto-Novo com a protectorat francès i renuncia als drets duaners a Cotonou a canvi d'un pagament anual. La segona guerra de Dahomey, que es desenvolupà entre 1892 i 1894, va significar el triomf dels francesos del general Alfred-Amédée Dodds sobre el rei Beanzim i van incorporar Dahomey al seu creixent territori colonial de l'Àfrica Occidental Francesa.

#### Missió Voulet-Chanoines
La Missió Voulet-Chanoines, una expedició militar, va ser enviada des del Senegal el 1898 per conquerir la conca del Txad i unificar tots els territoris francesos a l'Àfrica occidental. Aquesta expedició operada conjuntament amb dues expedicions, la Foureau-Lamy i missions Gentil, que va avançar des d'Algèria i el Congo Mitjà, respectivament. Amb la mort del cabdill musulmà Rabih az-Zubayr, el governant més gran de la regió, i la creació del Territori Militar del Txad el 1900, la Missió Voulet-Chanoines havia aconseguit tots els seus objectius. La crueltat de la missió va provocar un escàndol a París. Com a part del repartiment d'Àfrica, França va tenir l'establiment d'un eix continu d'est a oest del continent com un objectiu, en contrast amb l'eix nord-sud britànic.

#### Incident de Fashoda
L'incident de Fashoda va ser un incident internacional i el clímax de les disputes territorials imperialistes entre Gran Bretanya i França a l'Àfrica oriental, que es va produir el 1898. Una expedició francesa a Fashoda, al Nil Blanc dirigida per Jean-Baptiste Marchand va intentar aconseguir el control de la conca del Gran Nil Superior i, per tant, excloure Gran Bretanya del Sudan. El francesos, i els britànics i egipcis sota el comandament d'Horatio Herbert Kitchener, que contaven amb superioritat numèrica, es van reunir en termes amistosos, però de tornada a Europa, es va convertir en un ensurt de guerra. Els britànics es van mantenir i ambdós imperis van estar a la vora de la guerra amb una retòrica acalorada d'ambdós bàndols. Sota una forta pressió, els francesos es van retirar, assegurant el control angloegipci sobre la zona. La resolució de la crisi va donar l'Entente Cordiale.

#### Marroc
En 1906 es va celebrar la Conferència d'Algesires en la que s'acceptava el repartiment del país en zones d'influència entre França i Espanya, i el dret d'aquestes a intervenir en elles, si el soldà no era capaç de mantenir l'ordre. Després dels desordres de Casablanca de 1907, es comença l'ocupació de les diferents zones d'influència. Finalment, França i Espanya accepten retirar les seves tropes després de diversos episodis bèl·lics.
En 1911 el Marroc estava en completa anarquia i tropes franceses van ocupar la capital del Marroc, Fes mentre Espanya va ocupar Larraix i Alcazarquivir i Alemanya va enviar una canonera a Agadir, donant lloc al Tractat de Fes pel qual Alemanya renunciava al Marroc, i acceptava el Protectorat francès del Marroc sobre l'indret, a canvi de la cessió de la colònia de Nou Camerun, que donava sortida al mar al Camerun Alemany. El 1912, amb el suport d'Alemanya, França va realitzar el repartiment amb Espanya del Marroc pel tractat hispano-francès, establint-se el Protectorat espanyol al Marroc amb un territori nord (Jebala-Rif) i un altre sud (Tarfaya). Tanmateix, moltes regions del protectorat francès van seguir en rebel·lió fins a 1934, quan Marroc va ser declarat pacificat, però en algunes d'elles l'autoritat francesa es va mantenir mitjançant la cooperació amb els caps locals i no la força militar.

### Gran Bretanya
Gran Bretanya, procurant el control del Canal de Suez, va ocupar formalment l'Egipte el 1882, i el 5 d'agost de 1890 va concloure un acord amb els francesos per dividir Àfrica de l'oest entre els dos poders colonials sense consultar als nadius, pel que Gran Bretanya adquiriria tots els territoris fins al Sultanat de Sokoto, que també li correspondria, mentre França agafaria les terres al nord. Gran Bretanya va passar després a conquerir el Sudan (1896-1898) i a trobar-se en lluita contra França a Fashoda (setembre de 1898).

#### Guerra anglo-zulu

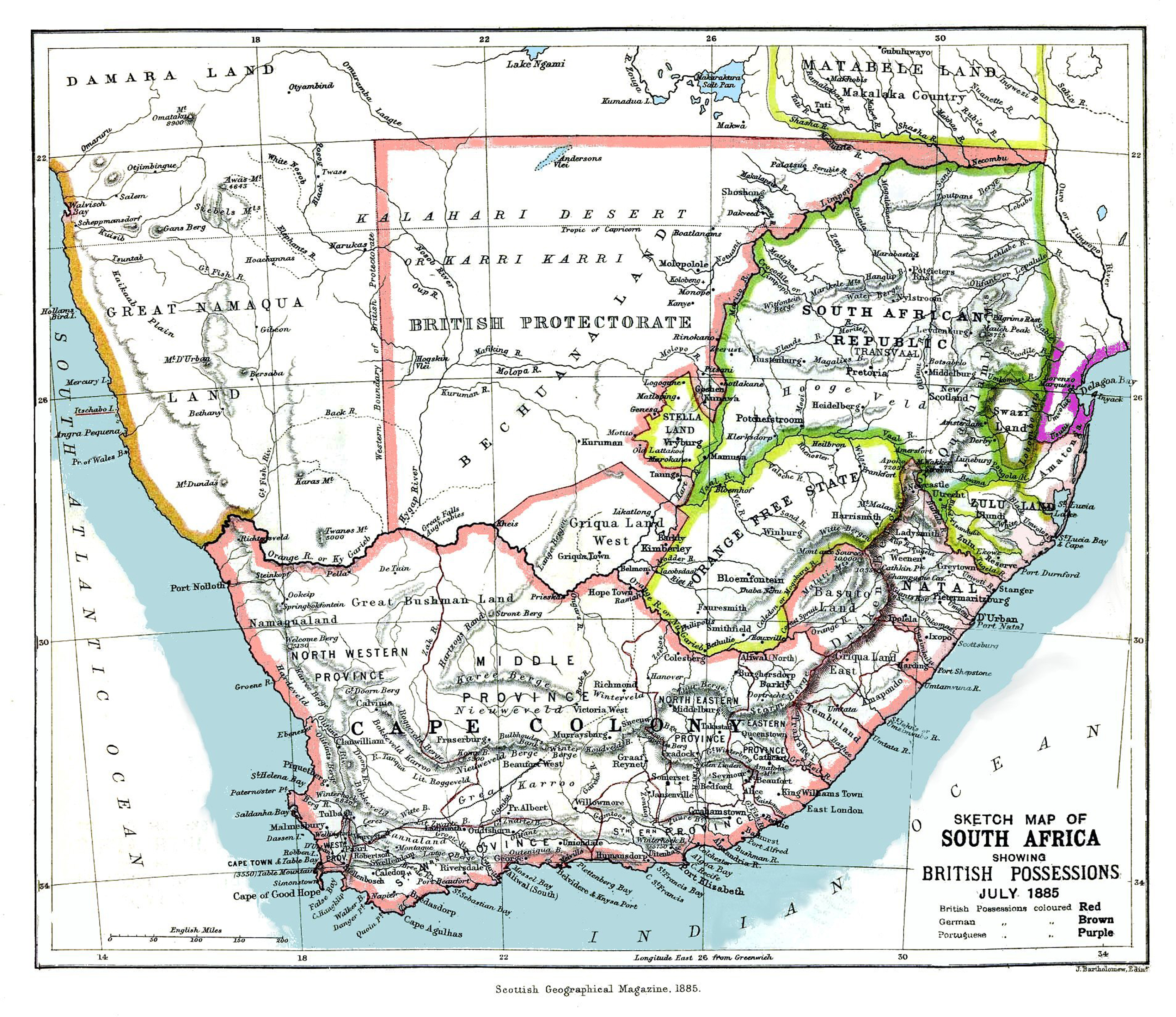
Mapa del sud d'Àfrica que mostra la Colònia del Cap, la Colònia de Natal, l'Estat Lliure d'Orange, la República del Transvaal, Basutolàndia, el Regne Zulu, la Betxuanalàndia Britànica, Griqualàndia Occidental i Oriental, i l'Àfrica Sud-occidental Alemanya

Després de la Llei Constitucional de 1867 per a la federació al Canadà, per Lord Carnarvon pensava que un esforç polític similar, juntament amb campanyes militars, podria tenir èxit amb els Regnes africans, les àrees tribals i les Repúbliques Bòers a Sud-àfrica. El 1874, Sir Henry Bartle Frere va ser enviat a Sud-àfrica com a Alt Comissionat perquè l'Imperi Britànic realitzés aquests plans. Entre els obstacles es trobaven els estats independents armats de la República Sud-africana i el Regne Zulu. Frere, per iniciativa pròpia, va enviar un provocador ultimàtum l'11 de desembre de 1878 al rei zulú Cetshwayo kaMpande i després del seu rebuig va enviar Lord Chelmsford per envair el Regne Zulu. La Guerra anglo-zulu es va produir el 1879 i destaca per diverses batalles particularment sagnants, inclosa una victòria inicial dels zulus a la batalla d'Isandhlwana, seguida de la defensa de Rorke's Drift per una petita força britànica de l'atac d'una gran força zulu. Les tropes colonials britàniques els van derrotar en la decisiva batalla d'Ulundi, arran de la qual el territori va passar a ser una possessió britànica i va finalitzar així la independència de la nació zulu.

#### Primera Guerra Bòer
La Primera Guerra Bòer va ser una guerra lliurada entre el 16 de desembre de 1880 i el 23 de març de 1881 entre el Regne Unit i els Bòers de la República del Transvaal, com es coneixia la República de Sud-àfrica mentre estava sota administració britànica. La guerra va acabar en una victòria bòer i en l'eventual independència de la República Sud-africana.

#### Guerra angloegípcia
La guerra angloegípcia va enfrontar el 1882 les forces egípcies i sudaneses comandades per Ahmed Urabi, contra el Regne Unit després de la Revolta d'Urabi, un alçament nacionalista contra el kediv Tewfik Paixà que va tenir lloc després del bombardeig d'Alexandria. Els britànics van envair Egipte en suposat interès de l'autoritat legítima (Tewfik i el primer ministre Raghib Pasha) i van derrotar les forces d'Urabí a la batalla de Tel el-Kebir, iniciant-se l'Ocupació britànica d'Egipte.

#### Guerra del Mahdí
Amb el govern egipci bàsicament sota control britànic, les potències europees estaven atents als problemes a Sudan on el cap religiós sudanès Muhàmmad Àhmad s'havia autoproclamat el Mahdí ("Guia") de l'Islam, i a les forces del Jedivat d'Egipte, a les quals més tard es van unir les forces britàniques. A l'estiu de 1883, un exèrcit egipci fou enviat a Khartum però va caure el gener de 1885, després d'un setge de 313 dies. Muhàmmad Àhmad va morir al poc temps de la seva victòria i fou succeït pel Califa Abdullahi, qui va demostrar ser un hàbil governant. Entre 1886 i 1889, es va enviar una expedició britànica dirigida per Henry Morton Stanley per a auxiliar Emin Paixà, el governador egipci d'Equatòria i es va obrir pas a través de l'Àfrica Central. El governador va ser rescatat, però l'expedició no va quedar lliure de problemes, com la pèrdua de la seva columna de rereguarda.
El 1898 els britànics van decidir reassegurar les reclamacions d'Egipte sobre el Sudan. Es va organitzar una expedició a Egipte comandada per Horatio Herbert Kitchener que va derrotar els revoltats a la batalla d'Omdurman.

#### Companyia Britànica de l'Àfrica del Sud

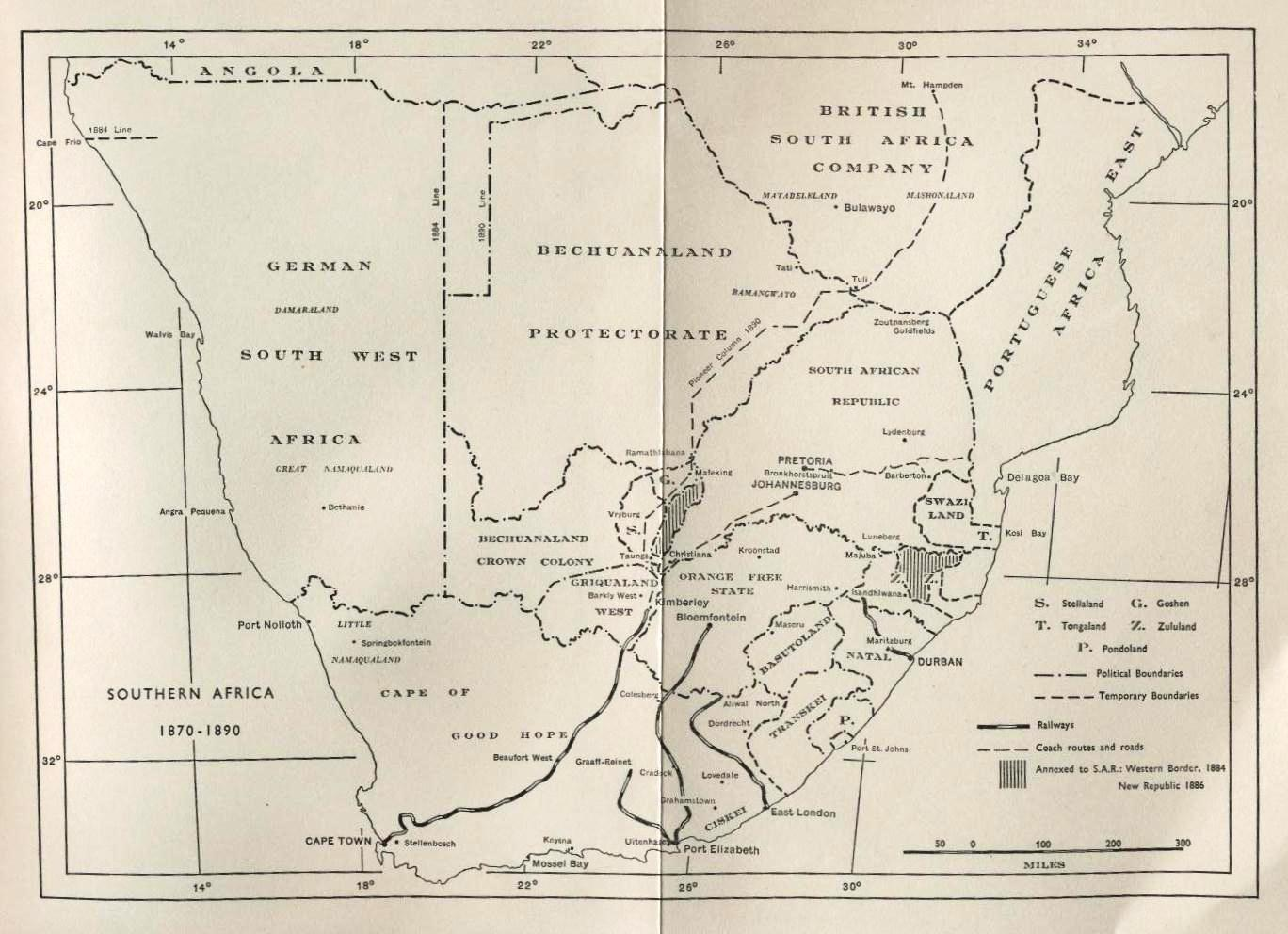
Mapa del sud d'Àfrica 1870-1890

Cecil Rhodes i la seva Companyia Britànica de l'Àfrica del Sud el 1890 va aixecar una columna de pioners per colonitzar amb grangers blancs, Maxonalàndia, més tard part de Zimbabwe, i tenia un interès personal en la contínua expansió dels assentaments blancs a la zona. El Cos de Pioners es va dissoldre oficialment l'1 d'octubre de 1890 i a cada membre se li van concedir terres per cultivar, en un territori que es va conèixer com Zambèsia del Nord. El 9 de maig de 1891 una Ordre del Consell va declarar Matabelelàndia i Maxonalàndia protectorats britànics, i Rhodes va utilitzar un atac dels ndebeles contra els xona prop de Fort Victoria el 1893 com un pretext per atacar el regne matabele de Lobengula, que va morir de verola al gener 1894. El 23 de gener de 1894 es van unir Matabelelàndia i Maxonalàndia en una entitat anomenada Zambèsia del Sud, que al seu torn el 3 de maig de 1895 es va unir amb Zambèsia del Nord per formar el protectorat de Rhodèsia. El 1893 el Protectorat de Betxuanalàndia de Sir John Swinburne va ser separat de Matabelelàndia, al qual va ser formalment annexada el 1911. Rhodèsia del Nord es va dividir administrativament el 1900 en Rhodèsia del Nord-est i Rhodèsia del Nord-oest. Maxonalàndia i Matabelelàndia van deixar de ser territoris poc desenvolupats en decadència, i es va establir un impost a les cabanes que tenia com a objectiu obligar els homes africans a abandonar els seus ramats i la seva economia de bescanvi per unir-se a l'economia monetària occidental mitjançant el treball assalariat. Una nova elit va arrabassar el control de la monarquia de l'Edat del Ferro que abans havia dominat i conservat el poder mitjançant la demostració d'una superioritat tecnològica aclaparadora juntament amb una confiança altíssima en els seus èxits. També es va imposar un nou ordre moral que alterà dràsticament la cultura i les creences dels pobles indígenes i aturà el declivi de la seva població. El març de 1896, els matabeles o ndebeles es van revoltar contra l'autoritat de la Companyia aprofitant que les tropes estaven combatent la República de Transvaal en l'anomenat Raid de Jameson però la revolta va ser sufocada.

#### Quarta Guerra Anglo-Aixanti

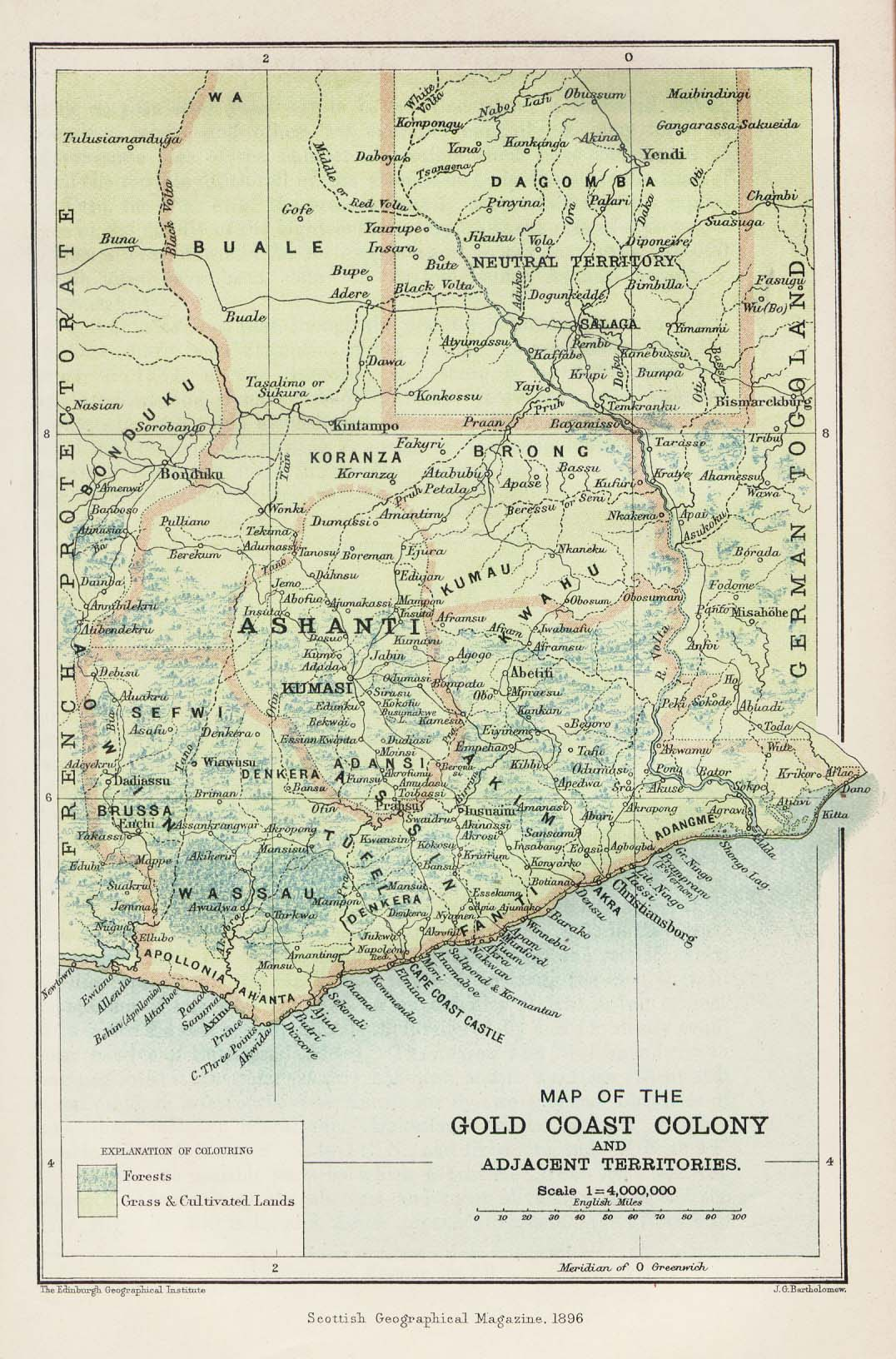
Mapa de la Costa d'Or britànica el 1896

L'Imperi Aixanti va rebutjar la oferta per convertir-se en un protectorat britànic entre 1891 i 1894, i amb la intenció de mantenir a les forces alemanyes i franceses fora del territori aixanti (i el seu or), els britànics es van precipitar finalment a conquistar als aixantis. La guerra va començar sota el pretext d'un incompliment del pagament de les multes imposades al monarca aixanti en el Tractat de Fomena després de la guerra de 1874. Sir Francis Scott va sortir de Cape Coast amb la principal força expedicionària de tropes britàniques i de les Índies Occidentals al desembre de 1895 i va arribar a Kumasi el gener de 1896. Encara que l'Asantehene va ordenar als aixantis que no oferissin resistència, les baixes entre les tropes britàniques van ser altes a causa de les malalties. Entre els morts va estar el gendre de la Reina Victoria, el Príncep Enric de Battenberg. Robert Baden-Powell va liderar a un grup de nadius de diverses tribus locals en la campanya. Poc després el Governador William Maxwell també va arribar a Kumasi. L'Asantehene Agyeman Prempeh I va ser arrestat i deposat. Va ser obligat a signar un tractat de protecció, i al costat d'altres líders aixantis va ser exiliat a les illes Seychelles.

#### Guerra anglo-zanzibaresa
La guerra anglo-zanzibaresa va enfrontar el Regne Unit i el Sultanat de Zanzíbar el 27 d'agost de 1896. El conflicte va durar 38 o 40 minuts o 45 segons les fonts, motiu pel qual es considera que és la guerra més curta mai lluitada. La victòria britànica va suposar la fi del Sultanat de Zanzibar en tant que estat independent i l'inici d'un període de forta dominació britànica.

#### Expedició de Benín
L'expedició de Benín de 1897 va ser una expedició punitiva d'una força britànica de 1.200 homes sota el comandament de Harry Rawson en resposta a l'emboscada d'una anterior ambaixada britànica sota el comandament del cònsol general interí James Phillips, del Protectorat de la Costa del Níger. Les tropes de Rawson van capturar i saquejar la ciutat de Benín, posant fi al Regne de Benín, que finalment va ser absorbit al Protectorat de la Costa del Níger.

#### Segona Guerra Bòer
L'any 1899 els britànics, que ja s'havien annexionat el Cap al 1795, van voler completar la conquesta de tota Sud-àfrica envaint les repúbliques «afrikaner» riques en or del Transvaal i l'Estat Lliure d'Orange, descendents dels antics colons neerlandesos, hugonots, frisons i flamencs que s'establiren com a colons de la Companyia Neerlandesa de les Índies Orientals (Vereenigde Oostindische Compagnie o VOC) des del 1652, a més de l'actual Zimbabwe, aleshores anomenada «Rhodesia» en honor de Cecil Rhodes, alt comissionat britànic a Sud-àfrica. La pretensió britànica era fer una colònia contínua que anés des del Cap al Caire unida per ferrocarril, cosa que fins a la fi de la Primera Guerra Mundial impedia l'existència de la colònia alemanya de Tanganyka.

#### Campanya de Somalilàndia
Al març de 1900, els daraawiish van començar a atacar a les caravanes comercials de Harar que travessaven el territori dels Ogaden, provocant la reacció dels etíops. El desastrós de les expedicions enviades contra ells va obligar a cessar tota ofensiva i a replegar totes les seves forces a la línia Buuhoodle-Burao-Sheikh, i protegir els ports de la costa a finals de juny de 1903. Els britànics va oferir un salconduit a Sayid Maxamed Cabdille Xassan perquè es retirés a l'exili a La Meca, però l'oferta va quedar sense resposta, i el març de 1904 va iniciar contactes amb funcionaris de la Somalilàndia italiana per a negociar una treva entre els dervixos i els britànics. Després de llargues negociacions dutes a terme pel cònsol italià Giulio Pestalozza, el 5 de març de 1905, Maxamed va signar a Illig una treva amb els britànics i els etíops, amb la promesa de posar fi als seus atacs a canvi de la cessió dels territoris del Nugaal entre el sultanat de Majeerteen i el sultanat d'Hobyo seria governat pel Mul·là com a dirigent dels dervixos. L'acord garantia als daraawiish drets d'aigua i pastures a la Somàlia Britànica, i la llibertat religiosa i de comerç però amb la prohibició de comerciar amb armes i esclaus. Itàlia esperava eliminar la influència dels dervixos a la seva pròpia colònia de Benadir, però més tard els clans dels Biyamaal i Wacdaan del Benadir seran els primers a revoltar-se contra els italians.

#### Guerra Anglo-Aro
La Guerra Anglo-Aro va ser un conflicte entre la Confederació Aro, a l'actual Nigèria Oriental i l'Imperi Britànic, que va començar en 1901 després d'augmentar la tensió entre els líders d'Aro i els britànics després d'anys de negociacions fallides. Alguns dels líders aro, com Okoro Toti, van ser detinguts, jutjats pels tribunals i penjats. El poder que fins ara tenia la Confederació Aro es va evaporar ràpidament i Eze Kanu Okoro, rei d'Arochukwu, es va amagar, però més tard va ser arrestat. Tot i que el domini d'Aro es va enfonsar el març de 1902, molts aro van participar en campanyes de guerrilla contra els britànics a la regió, com ara a Afikpo (1902-03) i Ezza (1905) i altres zones on els aro tenien una presència especialment significativa. La derrota dels Aro va ajudar els britànics a obrir l'interior, però la seriosa oposició a la penetració colonial britànica a Igboland no va acabar clarament amb la Guerra Anglo-Aro. En els anys següents, els britànics van haver de fer front a molts altres conflictes i guerres a diverses parts d'Igboland com el conflicte de Nri (1905-1911), el moviment de Resistència Ekumeku (1883-1914) i els disturbis de les dones igbo (1929).

#### Revolta de Bambatha
La revolta de Bambatha va ser una revolta del poble zulu contra el poder britànic i els impostos a Natal, actualment part de Sud-àfrica, el 1906. La revolta estava liderada per Bambatha kaMancinza (c. 1860–1906?), líder del clan amaZondi, que vivia a la vall de Mpanza, un districte proper a Greytown.

#### Rebel·lió Maritz
La Rebel·lió Maritz va ocórrer a Unió Sud-africana el 1914, a l'inici de la Primera Guerra Mundial, en la qual els homes que recolzaven la creació d'una República Bòer Sudafricana es van aixecar contra el govern. Molts membres del govern eren antics bòers que havien lluitat amb els rebels de Maritz contra els britànics en la Segona Guerra Bòer, que havia acabat dotze anys abans. La rebel·lió va fracassar, i els capitostos van rebre fortes multes i penes de presó. Després de suprimir la rebel·lió Maritz, l'exèrcit sud-africà va continuar les seves operacions a l'Àfrica Sud-occidental Alemanya i la va conquerir al juliol de 1915.

### Itàlia
Després de lluitar al costat de França durant la Guerra de Crimea, el Regne de Sardenya va intentar unificar la península Itàlica amb el suport francès, i després d'una nova guerra amb Àustria el 1859, Sardenya, sota el lideratge de Giuseppe Garibaldi, va poder unificar la major part de la península el 1861, establint el Regne d'Itàlia. Després de la unificació, els primers intents de penetració italiana a l'Àfrica es remunten al 2 d'octubre de 1869, quan el govern de Luigi Federico Menabrea va estipular un tractat secret per comprar terres a les costes d'Eritrea per promoure el colonialisme italià. Quan el Kedivat d'Egipte, a conseqüència de la Guerra del Mahdí al Sudan, es va retirar d'aquestes possessions distants el 1884, els diplomàtics italians van estipular un acord amb el Regne Unit per a l'ocupació del port de Massawa que juntament amb Assab van formar les anomenades possessions italianes a la Mar Roja, des de 1890 anomenades Colònia d'Eritrea. Amb l'expedició a la Mar Roja de 1885, es van establir les bases d'un projecte que hauria d'haver donat com a resultat el control de tota la Banya d'Àfrica, inclosa Somàlia. El 1889 va acordar amb els respectius soldans, els protectorats sobre el Sultanat de Hobyo i sobre el Soldanat de Majeerteen.

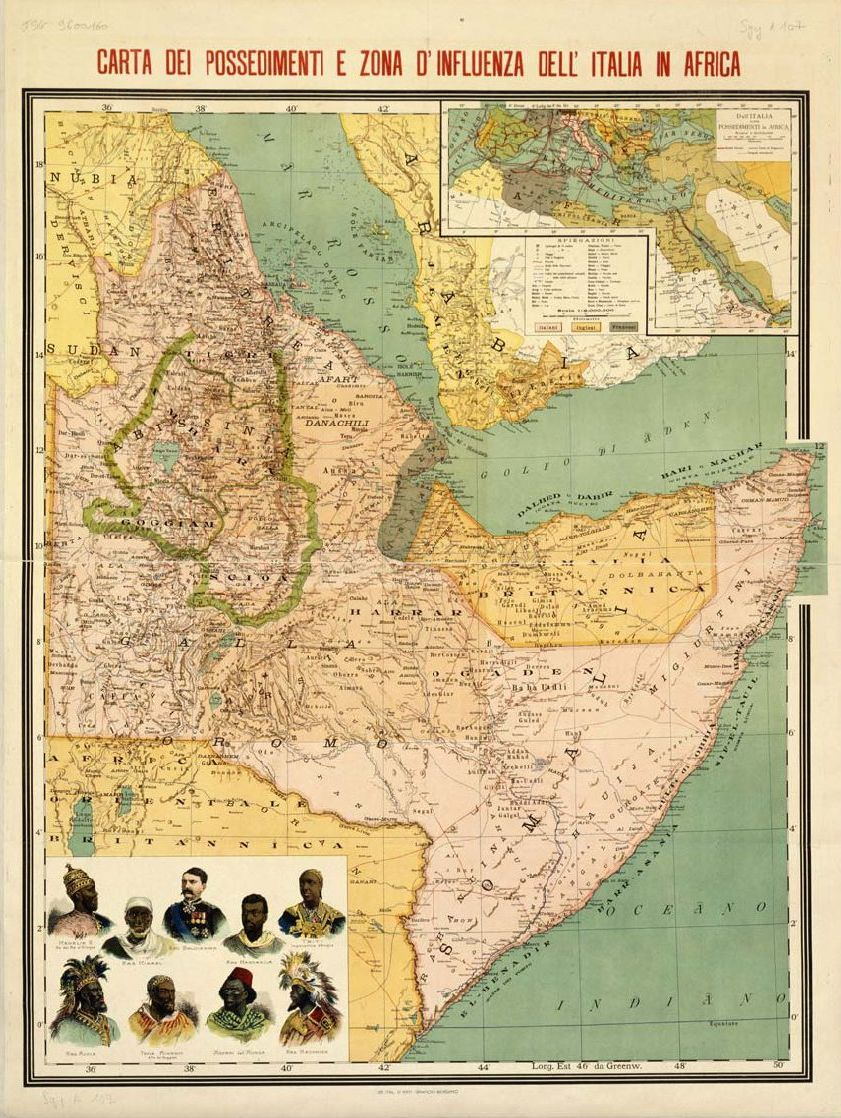
Possessions italianes a Àfrica en 1896

Poc després de la derrota i mort de l'emperador Joan IV d'Etiòpia a la batalla de Gallabat contra els dervixos sudanesos el març de 1889, el Regio Esercito italià establert a Massawa va ocupar una part de l'altiplà etiòpic, inclosa Asmara, sobre la base de previs acords ambigus realitzats amb Menelik II d'Etiòpia qui amb la mort del rival, havia aconseguit fer-se reconèixer «Negus Neghesti». Amb el tractat de Wuchale que va seguir, Menelik II va acceptar la presència dels italians a les terres dels seus rivals de Bogos, Hamasien, Akkele Guzay i Serae a canvi de garanties d'assistència financera i un accés continuat a armes i municions europees, reconeixent utilitzar a Itàlia com a canal de comunicació de preferència amb els països europeus. Aquest reconeixement va ser interpretat pels italians com l'acceptació d'un protectorat, i per cinc anys seria font de discòrdies entre tots dos països. La política de progressiva conquesta d'Etiòpia es va concretar amb la Primera Guerra Italoetíop que va acabar amb la batalla d'Adwa. La victòria etíop i el rebuig de la invasió distingeixen la regió com l'única capaç de resistir la dominació colonial europea durant la Cursa per l'Àfrica, juntament amb Libèria, independitzada en 1847.
Al sud de Somàlia els bimaal van combatre des de 1888 fins al 1924 al Baix Shebelle, Banadir i Mitjà Shebelle contra la Somalilàndia italiana.
La guerra italo-turca va ser un conflicte bèl·lic entre Itàlia i l'Imperi Otomà entre el 28 de setembre de 1911 i el 18 d'octubre de 1912 en què Turquia va cedir Tripolitània i Cirenaica i també va renunciar explícitament a totes les reclamacions sobre les illes del Dodecanès. La guerra va influir en el contenciós nacionalista en els estats balcànics, i veient com els italians havien derrotat fàcilment els desorganitzats otomans, els membres de la Lliga Balcànica van atacar l'Imperi Otomà abans del final de la Primera Guerra Mundial en la Primera Guerra Balcànica.

### Alemanya
El 1884, Alemanya va declarar que Togo, Camerun i el sud-oest d'Àfrica estaven sota la seva protecció; Les Guerres Herero van ser una sèrie de guerres colonials entre l'Imperi Alemany i el poble herero de l'Àfrica Sud-occidental Alemanya (actual Namíbia) entre 1904 i 1908. La victòria alemanya, va suposar l'extermini sistemàtic dels pobles nadius en una campanya de càstig col·lectiu contra els pobles herero, nama i san. És considerat el primer genocidi del segle xx.
La rebel·lió Maji Maji va ser una revolta violenta contra el colonialisme alemany a l'Àfrica Oriental Alemanya, seguida per diferents comunitats indígenes africanes a l'est de l'Àfrica, en aquells moments sota domini alemany, en resposta a la imposició per la força del cultiu de cotó per a l'exportació a què es van veure obligats aquells pobles africans. Va iniciar-se el 1905 i fins al 1907 no fou sufocada pel comte Adolf von Götzen. El 1907, Bernhard von Bülow va nomenar Bernard Dernburg per reformar l'administració colonial, que es va convertir en un model d'eficiència i va obtenir una extraordinària lleialtat dels nadius durant la Primera Guerra Mundial.
La Primera Crisi Marroquina es va produir quan aquest any el Kàiser Guillem II d'Alemanya va desembarcar a Tànger i va visitar el 31 de març de 1905 el Sultanat del Marroc, ja que Alemanya, insatisfeta per no tenir prou colònies a Àfrica, va decidir provocar un conflicte al nord d'Àfrica. Aprofitant que Marroc no era propietat de cap imperi, sinó que tenia només influències d'Espanya i França, va aprofitar Guillem II per a fer costat al sultà marroquí Abd al-Aziz ben al-Hasan en la lluita per la independència. En 1911 el Marroc estava en completa anarquia i tropes franceses van ocupar la capital del Marroc, Fes mentre Espanya va ocupar Larraix i Alcazarquivir i Alemanya va enviar una canonera a Agadir, donant lloc al Tractat de Fes pel qual Alemanya renunciava al Marroc, i acceptava el Protectorat francès del Marroc, a canvi de la cessió de la colònia de Nou Camerun, que s'uniria al Camerun Alemany.

### Espanya
Després dels tractats signats entre el sultà del Marroc i el govern espanyol en la dècada del 1860, les relacions amb Espanya foren de pau relativa, amb el propòsit de mantenir l'statu quo. No obstant això, la pau es veuria pertorbada per la crisi de Melilla, que va començar en 1890 i va seguir durant els tres anys següents, en els que els xocs entre les tropes espanyoles estacionades a Melilla i les tribus rifenyes limítrofes havien augmentat, fins a culminar en l'atac a la ciutat durant els dies 27 i 28 d'octubre de 1893, en el qual va morir el general Margallo, governador militar de Melilla. El govern espanyol destacà tropes a Melilla al comandament del general Martínez Campos, davant la possibilitat d'una guerra, el soldà Mulay Hasan destaca al seu germà, amb forts efectius, el qual assoleix reduir la rebel·lió rifenya. A aquests enfrontaments va seguir un nou període de pau relativa, que hauria de canviar després de la pèrdua de les últimes colònies a Amèrica i el Pacífic en 1898. A partir de llavors, Espanya es va bolcar en la seva expansió sobre el Marroc. França necessitava aliats i li va oferir a Espanya en 1902 el repartiment del Marroc en dues zones d'influència. Donava a Espanya una zona al nord, entre els rius Sebú i Muluya, i altra al sud, entorn de l'antic establiment de Santa Cruz de la Mar Pequeña. El govern espanyol no va acceptar llavors, car temia que Gran Bretanya s'hi oposés, però el 1903 Espanya va veure que els britànics no s'hi oposaven i va signar el tractat franco-espanyol. No obstant això, aquest tractat va reduir la zona espanyola en la part nord, sense Tànger, car França ja no necessitava el seu suport, ja que tenia el britànic. En 1904 Gran Bretanya i França signaven una convenció, per la qual ambdues declaraven que si el soldà no podia mantenir l'ordre, Espanya i França establirien sengles protectorats al Marroc.
En 1906 es va celebrar la Conferència d'Algesires en la que s'acceptava el repartiment del país en zones d'influència entre França i Espanya, i el dret d'aquestes a intervenir en elles, si el soldà no era capaç de mantenir l'ordre. Després dels desordres de Casablanca de 1907, es comença l'ocupació de les diferents zones d'influència. Finalment, França i Espanya accepten retirar les seves tropes després de diversos episodis bèl·lics. En el cas d'Espanya, cal destacar la denominada guerra de Melilla de 1909 que va resultar en l'ampliació de la zona d'influència melillenca per la conca del riu Kert fins a Zeluan i Nador d'una banda, i fins al Cap Tres Forcas per la part oposada. En 1911 el Marroc estava en completa anarquia i tropes franceses van ocupar la capital del Marroc, Fes mentre Espanya va ocupar Larraix i Alcazarquivir i Alemanya va enviar una canonera a Agadir, donant lloc al Tractat de Fes pel qual Alemanya renunciava al Marroc, i acceptava el Protectorat francès sobre l'indret, a canvi de la cessió de la colònia de Nou Camerun, que donava sortida al mar al Camerun Alemany. El 1912, amb el suport d'Alemanya, França va realitzar el repartiment amb Espanya del Marroc pel tractat hispano-francès, establint-se el Protectorat espanyol al Marroc amb un territori nord (Jebala-Rif) i un altre sud (Tarfaya).

### Portugal
Portugal havia perdut el seu territori a Sud-amèrica i unes quantes bases a Àsia, i el colonialisme portuguès es va enfocar en expandir els seus assentaments de l'Àfrica en territoris de la mida d'una nació per tal competir amb altres potències europees aquí. Després de l'expedició de Serpa Pinto que va travessar Àfrica des d'Angola fins a Moçambic va pretendre l'ocupació d'un territori colonial continu del qual només van ser reconeguts els actuals territoris de l'Àfrica Occidental Portuguesa i Moçambic a causa de la pressió britànica a Rhodèsia. Els territoris portuguesos eventualment incloïen les modernes nacions de Cap Verd, São Tomé i Príncipe, Guinea Bissau, Angola, i Moçambic.
Els portuguesos van sotmetre el regne dels Ovimbundu de Mbalundu cap al 1890 i els altres regnes ovimbundu no els van ajudar, especialment el regne de Bihé. Al juliol del 1902 una expedició de 770 soldats, majoritàriament africans i alguns afrikáner i 142 lusitans van anar a conquerir-los. Els regnes ovimbundu de Wambu, Mbalundu, Soque, Civulu, Civanda, Ngalangi, Cipeyo i Sambu es van revoltar amb els immigrants europeus i els lleials aborígens per la caiguda sobtada del preu del cautxú d'arrel, reunint una tropa de 40.000 guerrers per enfrontar-s'hi però van ser vençuts gràcies a la superioritat tecnològica dels europeus. El capità Paes Brandão va emboscar, capturar i matar el olosoma Mutu-ja-Kavela, cap dels insubmisos, i 10.000 dels seus guerrers en un atac sorprenent contra el seu campament. Els combats van continuar fins al 1910. Els Ovambo es van revoltar contra la dominació portuguesa però foren derrotats a la batalla de Mufilo en 1907.

## Conclusió
Al final de la «cursa per l'Àfrica», la Gran Bretanya va aconseguir que el 30% de la població africana estigués sota el seu control, el 15% per a França, 9% per Alemanya, 7% per Bèlgica i només l'1% per Itàlia. Tan sols Etiòpia i Libèria quedaven com a països formalment independents.